# مورتن هاركت
مورتن هاركت (ولد في 14 سبتمبر 1959) هو مطرب وكاتب أغاني نرويجي، وهو المغني الرئيسي في فرقة سينثبوب، روك آه-ها، حاصل على وسام فارس من الدرجة الأولى من وسام القديس أولاف من قبل الملك هارالد لخدماته للموسيقى النرويجية ونجاحه الدولي.

## روابط خارجية
- مورتن هاركت على موقع IMDb (الإنجليزية)
- مورتن هاركت على موقع ميوزك برينز (الإنجليزية)
- مورتن هاركت على موقع أول ميوزيك (الإنجليزية)
- مورتن هاركت على موقع ديسكوغز (الإنجليزية)
- مورتن هاركت على موقع قاعدة بيانات الفيلم (الإنجليزية)